# Salmonidengewässer
Salmonidengewässer sind Gewässer, in denen das Leben von Fischen solcher Arten wie Lachse (Salmo salar), Forellen (Salmo trutta) und Äschen (Thymallus thymallus) erhalten wird oder erhalten werden könnte.
Die Einstufung eines Gewässers dient der Klassifikation der Belastung des Wassers mit Schwermetallen. Salmonidengewässer sind in einer solchen Skala die am geringsten belasteten Gewässer, da die genannten Fische gegenüber Verunreinigungen am empfindlichsten sind. Gefolgt werden sie in der Skala von Cyprinidengewässern.